# Valentina Istomina
 (juillet 2025).
Si vous disposez d'ouvrages ou d'articles de référence ou si vous connaissez des sites web de qualité traitant du thème abordé ici, merci de compléter l'article en donnant les références utiles à sa vérifiabilité et en les liant à la section « Notes et références ».
 (juillet 2023).
Valentina Vassiliévna Istomina (en russe : Валентина Васильевна Истомина), née Jbitchkina (en russe : Жбычкина) le 22 mai 1917 à Donok (Russie) et morte en décembre 1995 à Moscou (Russie), fut un sous-officier du KGB
Elle fut la femme de maison du secrétaire du Parti communiste de l'Union soviétique, Joseph Staline, de 1935 à 1953.
Après la mort de Staline en 1953, elle fut licenciée puis rétablie au sein du KGB quelques années plus tard, au sein de la 9ème direction du KGB auprès du Conseil des ministres de l'URSS. Sous-lieutenant, elle fut transférée dans la réserve en juillet 1959.
Lors de la Perestroïka et après la Dislocation de l'URSS, elle a systématiquement fui tout contact avec les journalistes et refusé de parler avec quiconque de son ancien travail.